# Adam & Eva (2003)
Adam & Eva ist ein Film von Paul Harather aus dem Jahr 2003. Es handelt sich um eine Neuverfilmung des schwedischen Films Adam & Eva (1997) von Måns Herngren und Hannes Holm.

## Handlung
Der Feuerwehrmann Adam rettet Eva in letzter Minute aus einem brennenden Haus. Sie verlieben sich. Daraufhin wird der Abspann gezeigt.
Der eigentliche Film beginnt vier Jahre später. Die Ehe ist langweilig geworden. Eva möchte ein Kind, für Adam sind Kinder das Ende des Glücks. Und überall lauern die Versuchungen. Als Adam seiner Versuchung, dem Kindermädchen seines Bruders, erliegt, trennt sich Eva von Adam und geht zu ihrer Versuchung, einem Jugendfreund.
Der Film folgt nun dem Leben von Adam, der die Trennung schnell bereut. Nach mehreren gescheiterten Versöhnungsangeboten findet er sich jedoch mit der Situation ab. Einige Jahre später wird Adam zum Junggesellenabschied von Eva geladen. Obwohl die beiden die Nacht miteinander verbringen, heiratet Eva ihren Verlobten.
Erst mehrere Jahre und einige Beziehungen später treffen sich beide wieder.

## Kritiken
„Beziehungskomödie, die durchaus mutig das Thema der alltäglichen Einöde aufgreift und thematisiert, es letztlich aber in oberflächlichen und wenig erhellenden Scherzen weitgehend verschenkt.“

Die Deutsche Film- und Medienbewertung FBW in Wiesbaden verlieh dem Film das Prädikat wertvoll.

## Technik
Der Film arbeitet mit unterschiedlichen Stilmitteln. Der komplette Abspann nach nur fünf Minuten ist ein Beispiel dafür. Eine Vision von Adam spielt in Form von aneinandergereihten Werbespots.